# Østamagerbanen
Østamagerbanen er navnet på 3. etape af Københavns Metro. Østamagerbanen er en minimetro mellem Lergravsparken og Lufthavnen Station.
Banen blev åbnet den 28. september 2007 af Kronprins Frederik. Strækningen løber dels i terræn og dels på dæmning.
Østamagerbanen betjenes af linje M2, der fortsætter fra Lergravsparken Station til Vanløse Station ad Ørestadsbanen.

## Historie
Amagerbanen åbnede 17. juli 1907 langs Amagers østkyst. Banen gik fra Amagerbro til Dragør og havde kun godsforbindelse ind til København. Persontrafikken blev indstillet 1. april 1938, men genopstod under 2. verdenskrig for endeligt at ophøre 1. september 1947. Grundet lufthavnsudvidelser blev banen forkortet til Tømmerup i april 1957 og til Kastrup i juni samme år. Herved forsvandt banens forbindelse til sin vigtigste godskunde, Jens Villadsens Fabrikker.
Amagerbanen havde også en stikbane til Prøvestenen. Havnevæsenet ejede dog den yderste del af denne strækning, så godskørsel hertil var ret besværlig, da DSB varetog kørslen mellem Godsbanegården og Amagerbro, hvorefter privatbaneselskabet kørte godset videre til Prøvestenen, hvor Havnevæsenet tog over. Godstrafikken til Kastrup var marginal, og Amagerbanens spor var i dårlig stand. Disse problematikker var udgangspunktet for, at DSB overtog Amagerbanens spor pr. 1. oktober 1975, hvorefter de udskiftede alle banens spor. I sommeren 1991 ophørte al godstransport til andre destinationer på banen end Prøvestenen, og da tankbiler løbende overtog transporterne til hertil, blev banen stillet i bero. Banen blev definitivt nedlagt i februar 1997.
Siden 1940 har der været planer om togforbindelse til Amager og langs Amagerbrogade, hvor karrébebyggelse var opstået. DSB fremlagde dette år en storstilet plan for udbygning af det nye S-togs-netværk med nye radiale jernbaner til Amager, Vallensbæk, Avedøre Holme, Glostrup, Hareskov, Gladsaxe og Nærum. Disse S-baner skulle føres som tunnelbaner gennem København. Banen til Amager skulle føres under Amagerbrogade, gennem Indre By og videre under Nørrebrogade. DSB's omfattende planer blev bremset af 2. verdenskrig og med denne kom dårligere tider. Da de gode tider kom igen var det dog som bedre tider for bilister og ikke for jernbanen.
I 1947 udkom Egnsplankontorets "Skitseforslag til egnsplan for Storkøbenhavn", der også er kaldet "Fingerplanen". Tilsvarende DSB's 1940-plan pegede denne også på anlæg af en tunnelbane mellem Nørrebro og Kastrup via City. På trods af Fingerplanen aldrig fik nogen officiel status blev forslagene heri fulgt langt hen ad vejen. På jernbanefronten var det således kun tunnelbanen til Amager og Lundtoftebanen, der aldrig blev anlagt.
Da Frederiksberg Station ikke havde haft jernbaneforbindelse ind til København siden lukningen af Københavns anden banegård i 1911 opstod idéen om at forbinde en tunnelbane til Amager med Frederiksbergbanen (Frederiksberg-Vanløse), hvorved denne ville blive billigere end ved at føre tunnelbanen videre under Nørrebrogade.
I 1991 kom det af Folketinget nedsatte udvalg for Hovedstadsområdets trafikinvesteringer med sit forslag. I prioriteret rækkefølge anbefalede udvalget:
1. en fornyelse af de københavnske S-tog
2. anlæg af en ny bybane mellem Vanløse og Amager i tunnel under City
3. udbygning af ringveje til at lede biltrafikken uden om bykernen.

I forbindelse med vedtagelsen af Øresundsforbindelsen og den dertilhørende nye jernbaneforbindelse til Malmø blev det besluttet at opføre en ny bydel på det vestlige Amager (Ørestaden), hvorved der skulle anlægges en station på den nye jernbane. Herved opstod også en mulighed for at finansiere den ønskede tunnelbane til Amager. Det blev besluttet at anlægge to grene af den nye bybane, hvor den vestlige del forløb langs med og gennem Ørestaden og den østlige del fulgte dele af Amagerbanens nu ubenyttede tracé. På denne måde ville Amager få sin tunnelbane, finansieret af salg af grunde i Ørestaden, som den nye højklassede forbindelse til Indre By gør attraktive. Ydermere vil Københavns Lufthavn, der er i massiv vækst, ikke blot få jernbaneforbindelse til Hovedbanegården og Malmø, men også direkte forbindelse til den nye bybane.
I Lov om Ørestaden m.v. blev Ørestadsselskabet dannet. Ørestadsselskabet blev ejet 55 % af Københavns Kommune og 45 % af staten, og fik til opgave at udvikle Ørestaden, samt at "anlægge en letbane, Ørestadsbanen, dels langs med eller gennem Ørestaden og vest om Universitetet til Amagerbro, dels fra Amagercentret til Amagerbro. Fra Amagerbro føres letbanen videre via Christianshavn til Nørreport." Desuden gav loven Ørestadsselskabet tilladelse til at Østamagerbaneselskabet sammen med Københavns Amtskommune, som "kan anlægge en letbane fra Amagercentret til lufthavnen delvis i Amagerbanens tracé, Østamagerbanen".
Østamagerbanen blev 3. etape af minimetroprojektet og som nævnt i Lov om Ørestaden m.v. blev Amagerbanens tracé genanvendt til jernbanedrift. Forberedelserne til anlægget begyndte i august 2002. Entreprenøren var et konsortium bestående af Hoffmann Group, Arkil og Novejfa, mens INTABB v/ABB tog sig af de elektrotekniske opgaver. Testkørslerne begyndte i foråret 2007 og varede frem til åbningen i september.
Åbningen af Østamagerbanen skete med deltagelse af Kronprins Frederik. Ceremonien fandt sted på Lufthavnen Station.

## Stationer
Østamagerbanen betjenes fra seks stationer. To (Amager Strand og Kastrup) ligger i terræn, mens Øresund Station ligger i afgravning, og Femøren Station ligger på dæmning. Lufthavnen Station ligger dels på bro over Øresundsbanens godsspor og dels inde i et parkeringshus. Lergravsparken Station er en dybtliggende underjordisk station og blev anlagt i forbindelse med Ørestadsbanen.
Lufthavnen Station havde som den eneste af Østamagerbanens stationer over jorden perrondøre som afskærmning til sporet. I trafikaftalen af 12. juni 2012 besluttede Regeringen, Enhedslisten og Dansk Folkeparti at montere perrondøre på Østamagerbanens resterende stationer. Formålet med disse er, at det eksisterende sikkerhedssystem ODS (Obstacle Detection System) udskiftes, hvilket vil resultere i færre falske alarmer, højere driftsstabilitet og flere afgange. Arbejdet med at installere perrondørene færdiggjordes i sommeren 2015.